# Oreopanax geminatus
Oreopanax geminatus är en araliaväxtart som beskrevs av Élie Marchal. Oreopanax geminatus ingår i släktet Oreopanax och familjen Araliaceae. Inga underarter finns listade.